# Acaulospora cavernata
Acaulospora cavernata är en svampart som beskrevs av Blaszk. 1989. Acaulospora cavernata ingår i släktet Acaulospora och familjen Acaulosporaceae.   Inga underarter finns listade i Catalogue of Life.